# Shenzhen Airlines
Shenzhen Airlines er et flyselskab fra Kina. Selskabet er ejet af forskellige investorer med Air China som hovedaktionær, og har hub og hovedkontor på Guangzhou Baiyun International Airport ved storbyen Shenzhen i provinsen Guangdong. Selskabet blev etableret i slutningen af 1992 og dets første flyvning fandt sted 17. september 1993.
Shenzhen fløj i november 2011 til omkring 110 destinationer, hvor af de fleste var indenrigs i Kina. Flyflåden bestod af 110 fly med en gennemsnitsalder på 5 år. Heraf var der 44 eksemplarer af Airbus A320-200 og 43 af typen Boeing 737-800.
I april 2011 blev det offentliggjort af Shenzhen Airlines var blev godkendt til at starte forberedelserne til optagelse i flyalliancen Star Alliance.